# Svartvingad glada
Svartvingad glada (Elanus caeruleus) är en fågel inom ordningen hökfåglar som vanligen placeras i familjen hökar. Den har en mycket vid utbredning i Asien och Afrika, men har även etablerat sig i sydvästra Europa och där utvidgat utbredningsområdet norrut in i Frankrike. Kringflygande individer påträffas allt oftare längre norrut, med flera fynd i Sverige, det första 2004. Svartvingad glada är på många ställen en vanlig fågel och beståndet anses vara livskraftigt.

## Kännetecken

### Utseende

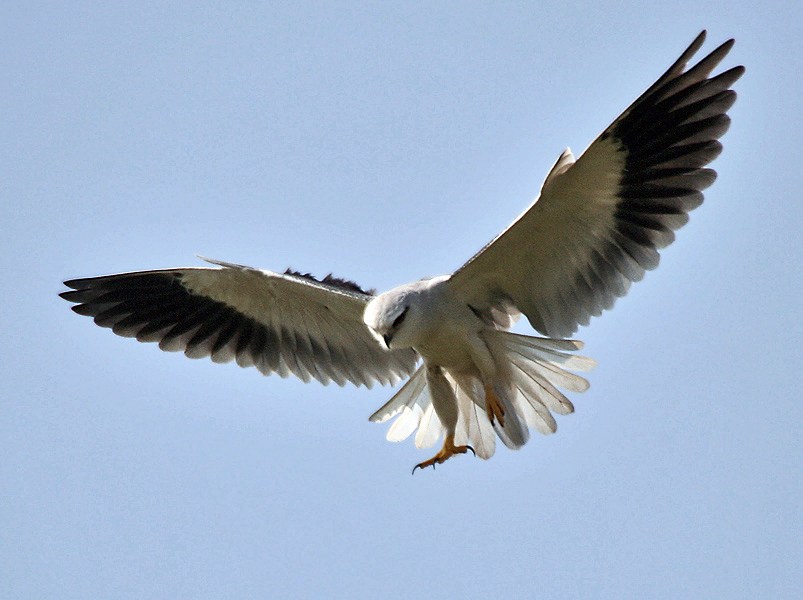
Födosökande svartvingad glada som ryttlar.

Svartvingad glada mäter 31–36 cm och är ungefär stor som en lärkfalk. Den är till största delen mycket ljus men dess undre handpennor och delar av dess övre täckare är svarta. Vingarna är tämligen spetsiga och breda och stjärten är tvärskuren. Juvenilen har en mer brunaktig hjässa och ett rostfärgat bröst.
Arten är mycket lik amerikanska nära släktingen vitstjärtad glada, men svartvingad glada är tydligt större med framför allt längre stjärt. Den har också en svart fläck på undre vingtäckarna som svartvingad glada vanligen saknar.

### Läten
Fågeln är huvudsakligen tystlåten. Ibland hörs gälla "tjii-ark", inte olikt rapphönans spelläte. Som varningsläte används en pipande vissling.

## Biotop och föda
Den svartvingade gladan häckar i halvöken och slättland, men även vid skogskanter nära floder. Fågeln bygger sitt bo i träd. Dess basföda är mindre däggdjur, insekter och andra fåglar. Den födosöker ofta genom att ryttla. Den glidflyger likt kärrhökarna och har då vingarna lyfta i ett grunt V.

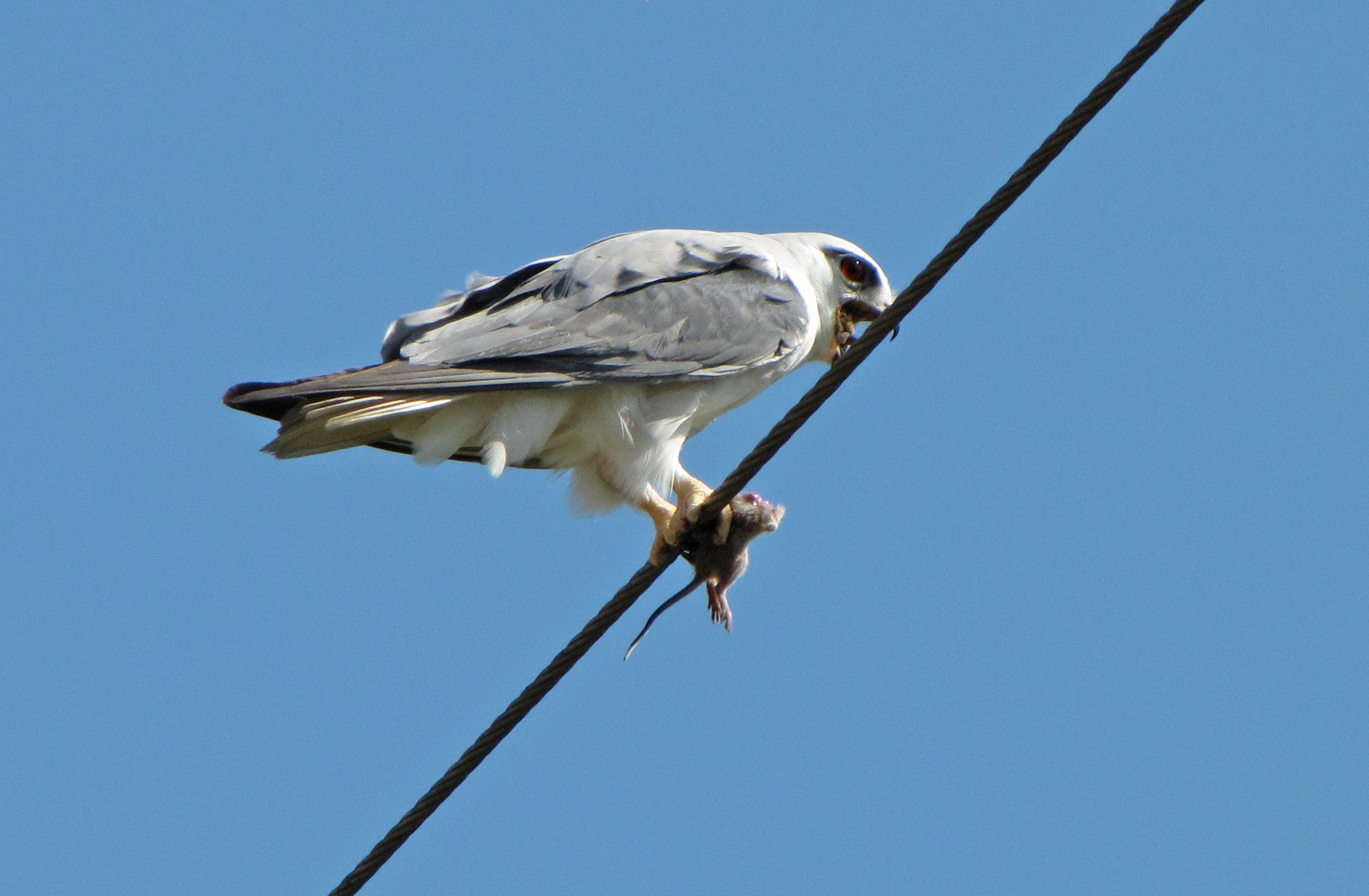
Svartvingad glada med nyfångat byte i klorna.

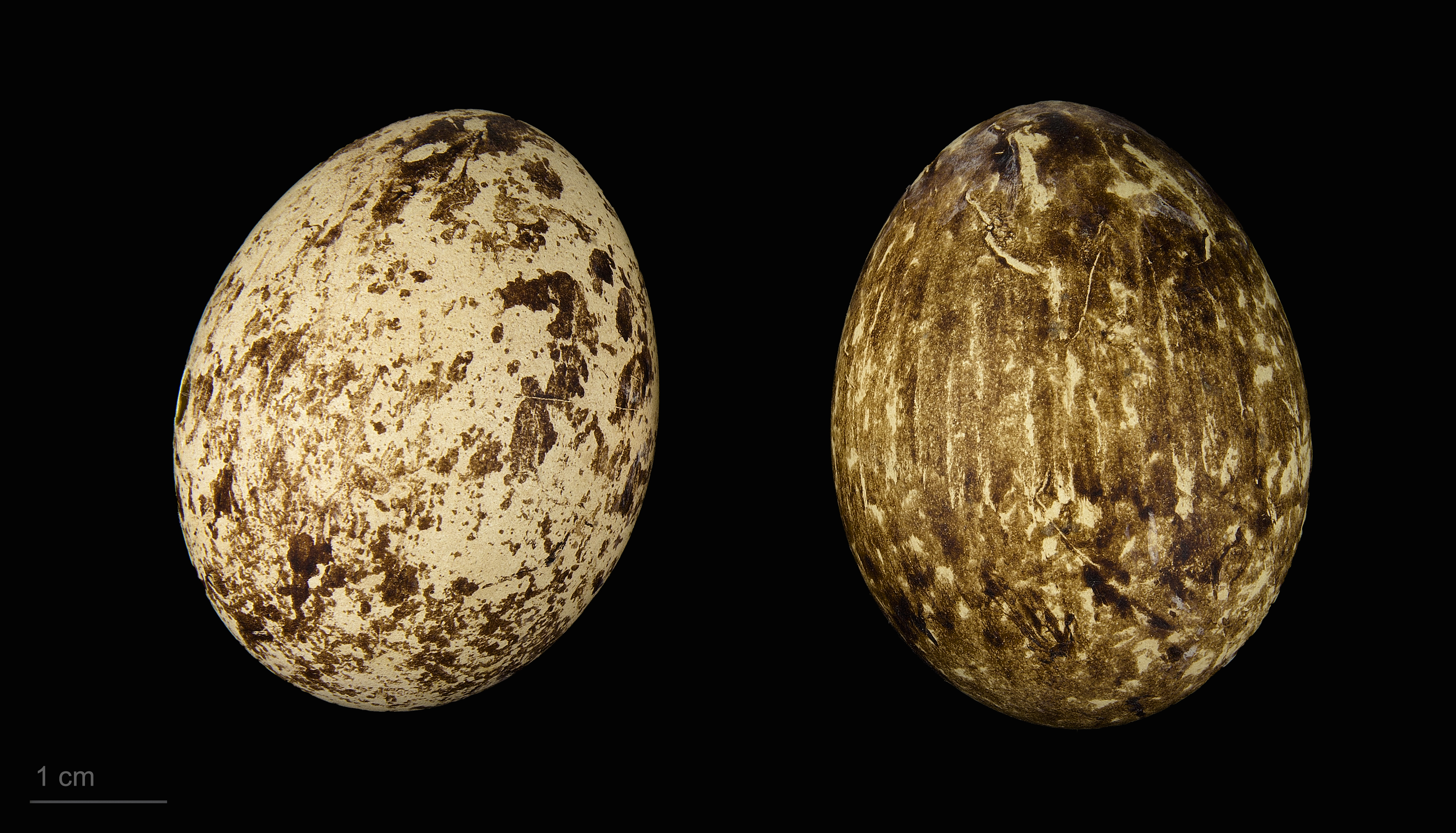
Ägg från svartvingad glada

## Utbredning och systematik
Svartvingad glada har en mycket vid utbredning i Afrika och Asien så långt österut som Nya Guinea. Den har i relativt sen tid koloniserat sydvästra Europa från Marocko. Den brukar delas upp i fyra underarter:
- västlig svartvingad glada[7] Elanus caeruleus caeruleus – förekommer i sydvästra Europa (Iberiska halvön, södra Frankrike[8]), Afrika och på sydvästra Arabiska halvön
- vociferus-gruppen
  - Elanus caeruleus vociferus – förekommer från Pakistan till östra Kina, Indokina och Malackahalvön
  - Elanus caeruleus hypoleucus – förekommer på Stora- och Små Sundaöarna, på Sulawesi och i Filippinerna
  - Elanus caeruleus wahgiensis – förekommer på Nya Guinea

Arten är stadd i att kolonisera även Irak, Iran, Israel och möjligen Turkiet.
Underarten wahgiensis inkluderas ofta i hypoleucus, och vociferus ibland i nominatformen. Den senare, som beskrevs som egen art, är dock enligt genetiska studier från 2020 mer avvikande från nominatformen än flera artpar bland hökarna och åtskildes för cirka 1,5 miljoner år sedan. Författarna till studien förutspår att den troligen utgör en egen art, även baserat på utseendemässiga skillnader, men vill avvakta vidare studier.

### Uppträdande i Sverige
Svartvingad glada påträffades för första gången i Sverige i april 2004 på Balgö och i Sällstorp utanför Varberg i Halland. Efter det har ytterligare åtta individer påträffats, 2017 och 2022 hela fyra respektive tre stycken.

### Släktskap
Svartvingade gladan anses traditionellt vara närbesläktad med amerikanska arten vitstjärtad glada (E. leucurus) och australiska svartskuldrad glada (E. axillaris). Dessa har tidvis behandlats som en och samma art, men skiljer sig i beteende, fjäderdräkt och morfologi. Genetiska studier från 2020 visar att svartskuldrade gladan och svartvingad glada är mycket närbesläktade, där de åtskiljs i mitokondrie-DNA men inte i nukleär DNA.
Svartvingade gladans släkte Elanus utgör tillsammans med saxstjärtsgladan (Chelictinia) och pärlgladan (Gampsonyx) systergrupp till alla andra arter i familjen hökar. Genetiska studier visar att de skildes åt redan under tidig miocen, och parat med skillnader i cytologi, morfologi och ekologi rekommenderar författarna till studien att de urskiljs som en egen familj, Elanidae. Hittills har endast Birdlife International följt dessa rekommendationer, medan tongivande International Ornithological Congress och eBird/Clements, liksom svenska Birdlife Sverige, än så länge behåller kladen bland hökarna.

## Status och hot
Arten har ett stort utbredningsområde och en stor population med stabil utveckling. Utifrån dessa kriterier kategoriserar IUCN arten som livskraftig (LC). I många områden är denna art den allra vanligaste rovfågeln.